# Barriers of Society
Barriers of Society è un film muto del 1916 diretto da Lloyd B. Carleton. Prodotto dalla Red Feather Photoplays, aveva come interpreti Dorothy Davenport, Emory Johnson, Richard Morris, Fred Montague, Alfred Allen. La sceneggiatura di Fred Myton si basa su un soggetto per il cinema di Clarke Irvine.

## Trama
Westie Phillips, un giovanotto senza un soldo, conosce e si innamora della ricca Martha Gorham. Dopo il loro breve incontro, però, Martha si dimentica subito di lui. Accetta invece di prendere parte a una crociera sull'imbarcazione di Harry Arnold, un suo corteggiatore, ignorando che l'uomo ha organizzato il naufragio della barca per potere rimanere solo con lei su un'isola deserta. All'oscuro della sua presenza a bordo, sulla barca si trova pure Westie, che fa parte dell'equipaggio. Quando i due si rivedono, lei non lo riconosce. Lui, avendo scoperto il piano di Arnold, dopo il naufragio segue i due fino all'isola che si trova lì vicino. Arnold, allora, gli offre una grossa somma per andarsene via e lasciarlo solo con Martha, ma Westie rifiuta. L'altro, pazzo di rabbia, cerca di uccidere la ragazza che viene salvata da Westie. I due, poi, avvistano una nave di soccorso che li porta in salvo e Martha, finalmente si rende conto di essere innamorata anche lei.

## Produzione
Il film, prodotto dalla Red Feather Photoplays, venne girato in California, agli Universal Studios, al 100 di Universal City Plaza, a Universal City.

## Distribuzione
Il copyright del film, richiesto dalla Universal Film Mfg. Co., Inc., fu registrato il 29 settembre 1916 con il numero LP9216.

Distribuito dalla Red Feather Photoplays (Universal Film Manufacturing Company), il film uscì nelle sale statunitensi il 16 ottobre 1916 dopo alcune prime di presentazione: il 6 ottobre a Chicago, il 7 a New York e, quindi, il 16 a Los Angeles.

### Conservazione
Copie incomplete della pellicola si trovano conservate negli archivi della Library of Congress di Washington e al National Archives Of Canada di Ottawa.